# Новите приключения на Мечо Пух
„Новите приключения на Мечо Пух“ (на английски: The New Adventures of Winnie the Pooh) е американски анимационен сериал, създаден от компанията „The Walt Disney Company“ и вдъхновен от историите на Алън Милн за Мечо Пух. Сериалът се излъчва от 1988 до 1991 г. по американската телевизия ABC. По-късно е повтарян и по други канали, но не се излъчва често.
Преди този сериал, „Дисни“ вече са правели кратки анимационни истории за Мечо Пух, както и телевизионно куклено шоу.
Освен вече установените от предишните филми герои (Мечо Пух, Йори, Тигър, Кенга, Ру, Зайо, Бухалът, Прасчо, Кристофър Робин и Лалугера, в новия сериал се появяват и нови, като например майката на Кристофър Робин.

## Актьорски състав
- Джим Къмингс – Мечо Пух, Тигър (Сезони 3 – 4; без епизода „Christmas Too“), допълнителни гласове
- Джон Фидлър – Прасчо
- Пол Уинчъл – Тигър (Сезони 1 – 3; завръща се в „Christmas Too“), допълнителни гласове
- Кен Сансъм – Зайо, допълнителни гласове
- Питър Кълън – Ийори, допълнителни гласове
- Патриша Парис – Кенга и Майката на Кристофър Робин
- Хал Смит – Бухала
- Никълъс Мелъди – Ру
- Майкъл Гоф – Лалугера
- Тим Хоскинс – Кристофър Робин
- Ийдън Грос – Кристофър Робин (в „Christmas Too“)

### Гостуващи
- Чък Маккан – Шеф Слонбалон (2 епизода)
- Лора Мууни – Кеси (2 епизода)
- Хамилтън Кемп – Касиер в плод-зеленчук (епизод: „Pooh Day Afternoon“)
- Джаки Гуно – Бавачка (епизод: „Babysitter Blues“)

## „Новите приключения на Мечо Пух“ в България
В България сериалът е излъчван между 1994 и 1997 г. по Канал 1. Около 2004 г. непреведените епизоди са дублирани с нов екип, но с много от същите артисти както преди.
Някои от епизодите са издадени на VHS и DVD под общото заглавие „Вълшебният свят на Мечо Пух“ на Александра Видео през 2005 г., а дублажът е този от БНТ.
| Озвучаващи артисти      | Кирил Кавадарков (Мечо Пух) Георги Тодоров (Тигър) Явор Спасов (Прасчо) Любомир Младенов (Зайо) Иван Райков (Лалугера) Васил Михайлов (Йори) Петър Евангелатов (Бухала) Александър Николов (Ру) Георги Георгиев |
| Текст на песента        | Рада Москова |
| Песента изпълнява       | Чочо Владовски |
| Превод                  | Николай Антонов |
| Редактор                | Майя Пачникова |
| Организатор             | Ива Романова |
| Компютърни надписи      | Соня Пенкова |
| Монтаж                  | Мадлена Иванова |
| Асистент-режисьор       | Анелия Льокова |
| Директор на продукцията | Нина Костова |
| Тонрежисьор             | Николай Пефев |
| Режисьор на дублажа     | Красимир Ризов |
| Copyright               | БНТ, 1994 – 1997 г. |

Сериалът е последван от 3D анимационния сериал на Playhouse Disney „Моите приятели Тигъра и Мечо Пух“, като този сериал се излъчва в България от 2009 г. по БНТ 1 и Disney Channel. В дублажа участват Даниела Горанова, Иван Райков, Любомир Младенов и Тодор Георгиев.